# Torneo Internazionale 1990
Torneo Internazionale 1990 — жіночий тенісний турнір, що проходив на відкритих кортах з ґрунтовим покриттям Country Time Club у Палермо (Італія). Належав до турнірів 5-ї категорії в рамках Туру WTA 1990. Відбувсь утретє і тривав з 9 липня до 13 липня 1990 року. Друга сіяна Ізабель Куето здобула титул в одиночному розряді.

## Фінальна частина

### Одиночний розряд
Ізабель Куето —  Барбара Паулюс 6–2, 6–3
- Для Куето це був 1-й титул в одиночному розряді за сезон і 5-й (останній) - за кар'єру.

### Парний розряд
Лаура Гарроне /  Карін Кшвендт —  Флоренсія Лабат /  Барбара Романо 6–2, 6–4